# Billingr

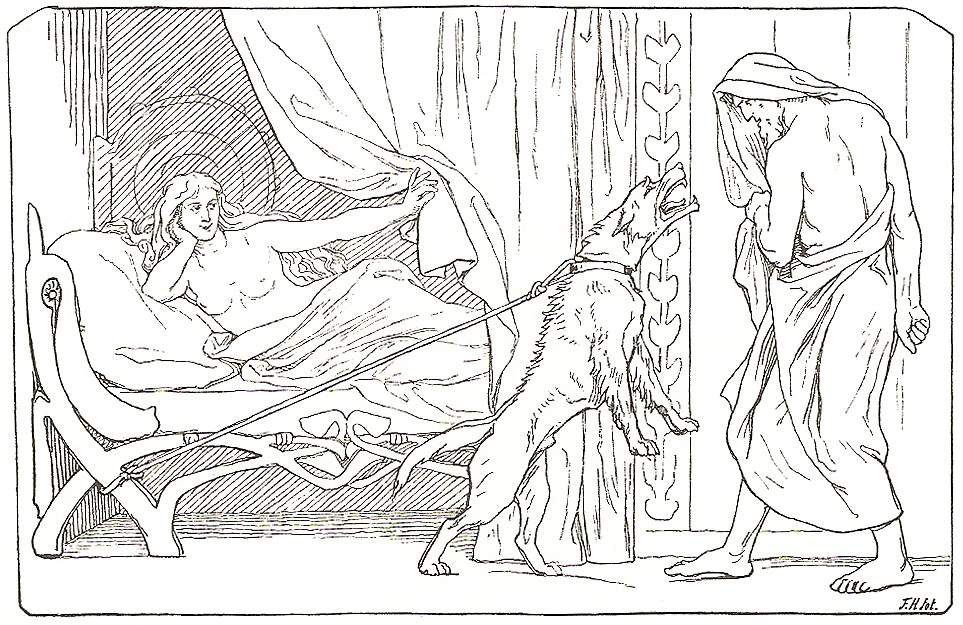
La filla de Billingr observa Odín que es troba amb la gossa lligada al llit (1895), per Lorenz Frølich.

En la mitologia nòrdica Billingr és el pare d'una jove desitjada per Odin. Segons les estrofes 96-102 del poema Hávamál de l'Edda poètica, la donzella digué a Odin que anés a trobar-la una nit, però quan tornava, es trobà el camí bloquejat per guerrers amb espases i torxes enceses. A l'alba descobrí que la jove havia marxat de casa, i havia deixat una gossa lligada al seu llit. D'aquesta manera fou frustrat el seu intent de posseir-la. L'episodi és narrat pel mateix Odin com un exemple de la suposada inconstància i l'engany de les dones. Es lamenta de la bogeria, de la nostàlgia i d'allò que és inaconseguible. Billingr era suposadament un jötun, i John Lindow al seu llibre Norse Mythology presenta els arguments per a aquesta possibilitat.